# Gell-Mann-Nishijima-Formel
Die Gell-Mann-Nishijima-Formel (nach Murray Gell-Mann und Kazuhiko Nishijima; auch NNG-Formel für Nishijima, Nakano, Gell-Mann) verknüpft in ihrer ursprünglichen Form die elektrische Ladung {\displaystyle Q} eines Quarks (in Einheiten der Elementarladung) mit drei seiner Quantenzahlen, nämlich der dritten Komponente (Projektion) {\displaystyle I_{3}} des starken Isospins, der Baryonenzahl {\displaystyle B} und der Strangeness {\displaystyle S}:
{\displaystyle Q=I_{3}+{\frac {B+S}{2}}=I_{3}+{\frac {Y}{2}}}.
Dabei ist 
{\displaystyle Y=B+S}
die Hyperladung.
Ursprünglich basierte die Formel auf experimentellen Ergebnissen, heute ist sie im Rahmen des Quark-Modells verstanden. In ihrer o. g. einfachen Form berücksichtigt sie nur die leichten Quarks u, d und s.

## Erweiterung auf schwere Quarks
Um auch die schweren Quarks c, b und t zu berücksichtigen, ist die Formel noch um deren Quantenzahlen Charm {\displaystyle C}, Bottomness {\displaystyle B\;\!'} und Topness {\displaystyle T} zu erweitern:
{\displaystyle Q=I_{3}+{\frac {B+S+C+B\;\!'+T}{2}}}.
Die erweiterte Hyperladung ist:
{\displaystyle Y=B+S-{\frac {C-B\;\!'+T}{3}}}